# Dualizam (religija)
Filozofija uma
Dualizam je religiozni nauk o dva principa, dvije sile, koje se od iskona bore za prevlast i konačnu pobjedu u svijetu. 
Oprečni principi definiraju se kao različito: kao dobro i zlo, svjetlost i tama, muškost i ženstvenost (jin i jang kod Kineza), Ahura Mazda i Ahriman (u prastaroj iranskom zoroastrizmu), bijeli i crni bog (u vjeri starih Slavena), Bog i Sotona (u manihejstvu, učenju iranskog vjerskog reformatora Manija, 216. – 276.). Primijenjen ne samo na prirodu i životne manifestacije, nego i na društvene – klasne i ekonomske – odnose, dualizam manihejskog tipa osobito se snažno izrazio u reformnim "heretičkim" pokretima između 9. i 13. stoljeća (bugarski i bosanski bogumili, patareni, katari, valdenzi itd.).